# 4e division SS « Polizei »
Pour les articles homonymes, voir 4e division.
La 4e division SS « Polizei » ou la division « Polizei » (appellations allemandes successives : la Polizei-Division, puis la SS-Polizei-Division, puis la SS-Polizei-Panzergrenadier-Division et enfin la 4. SS-Polizei-Panzergrenadier-Division, soit littéralement en français : « 4e division SS d'infanterie mécanisée Polizei ») est l'une des 38 divisions de la Waffen-SS durant la Seconde Guerre mondiale.
Ce n'était pas une unité de police militaire mais elle portait ce nom parce qu'elle avait été initialement composée de volontaires venant de l'Ordnungspolizei, la police chargée du maintien de l'ordre public dans le Troisième Reich.

## Création et différentes dénominations
La division « Polizei » a successivement utilisé les dénominations énumérées ci-dessous.
- 1er octobre 1938 : la division est initialement baptisée Polizei-Division.
- 1939 : elle devient la SS-Polizei-Division à partir d'éléments de l'Ordnungspolizei et d'unités de l'Allgemeine SS ; elle comporte alors : 
  - 3 régiments d'infanterie (Polizei-Schützen-Regiment) ;
  - 1 groupe de chasseur de chars (Panzerjäger) ;
  - 1 bataillon du génie (Pionier-Bataillon) ;
  - 1 groupe de reconnaissance (Panzer-Aufklärungs-Abteilung) ;

tous issus de la police mais :
  - 1 régiment d'artillerie ;
  - 1 unité de transmissions (Nachrichten-Abteilung 300),

ont été prêtés par l'armée de terre (la Heer) ; toutefois ces éléments sont rapidement remplacés par des unités issues de la « Polizei ».
- Le 1er juin 1943, elle est renommée SS-Polizei-Panzergrenadier-Division.
- Le 22 octobre 1943, la division « Polizei » change une dernière fois de nom pour devenir la 4. SS-Polizei-Panzergrenadier-Division.

## Théâtres d'opérations
La « Polizei » a été présente sur les théâtres d'opérations énumérés ci-dessous.
- Allemagne: septembre 1939 - mai 1940.
- Luxembourg, Belgique et France : mai 1940 - juin 1941.
- Juillet 1941 - avril 1943 : la « Polizei » rejoint le Heeresgruppe Nord en Russie et se bat dans le secteur de Léningrad.
- Octobre 1943 : l'unité est transférée en Grèce, puis en Yougoslavie dans des actions contre les partisans.
- Tchécoslovaquie et Pologne: mai 1943 - janvier 1944.
- Grèce: janvier 1944 - septembre 1944.
- Yougoslavie et Roumanie: septembre 1944 - octobre 1944.
- Octobre 1944 : sous les ordres du SS-Brigadefürhrer Fritz Schmedes (de), elle combat en Hongrie avec le 62e Panzerkorps de la 3e armée hongroise.
- Début 1945 : transférée au Heeresgruppe Weichsel, elle combat en Poméranie puis en Prusse où elle est finalement capturée par l'Armée rouge.

## Historique
Créée en 1939, elle est formée à partir d'éléments de l'Ordnungspolizei et d'unités de l'Allgemeine SS. 
Essentiellement utilisée comme unité d’arrière-garde ou de réserve, elle est considérée comme une unité sous-entraînée et manquant de réelles compétences de combat et tactiques. 
Elle regroupe 4 régiments de police et elle est surtout utilisée pour permettre la rotation des membres de l’Ordnungspolizei entre fonctions de police et opérations militaires.
Elle occupe dans un premier temps la Pologne. 
Par la suite Himmler, peu intéressé par cette unité, accepta son placement dans un secteur statique de la Heeresgruppe C, le long du Rhin, pour la campagne à l’ouest. 
Non engagée lors de la campagne de Belgique, la division livre ses premiers combats durant la campagne de France en juin 1940. Elle entre en action le 9 juin 1940 lorsqu’elle traverse l’Aisne. Elle combat autour de la forêt d’Argonne contre les unités d’arrière-garde française et capture la petite ville de Les Islettes.

### Combats en Russie
En janvier 1942, la division est déployée le long de la rivière Wolchow. 
Entre janvier et mars, la « Polizei » mène de rudes combats dont l’aboutissement est la défaite de la 2e armée de choc soviétique du général Vlassov.
La division est ensuite mise au repos pour recevoir des renforts et être transformée en division mécanisée (Panzergrenadier-Division), tout en luttant contre les partisans sur les arrières du Heeresgruppe Nord.

Le reste de l’année 1942, les SS de la division sont déplacés sur le front de Leningrad. 
La division commence alors à gagner une réputation de confiance, même si elle est loin d'acquérir le statut d'unité d'élite.
En janvier 1943, la division s’oppose à l’opération Iskra autour du lac Ladoga. 
Lors de la bataille, l’ennemi réussit à percer les lignes de défense allemandes, et force les troupes SS de la « Polizei » à se replier vers l’ouest sur de nouvelles positions défensives à Kolpino. 
Elle réussit à faire des prisonniers, mais les pertes ont été sévères. Saignée à blanc, la division reste quand même sur le front du Volkhov, car le désastre de Stalingrad et les combats en Ukraine interdisent toute relève. En février, elle s’oppose à l'opération Poliarnaïa Zvezda et combat auprès de la division Azul lors de la bataille de Krasny Bor.
La bataille de Bobr (en biélorusse : Бобр) est un affrontement limité entre des éléments du Kampfgruppe Bridoux et le 3e corps blindé de la Garde de l’armée soviétique, lors de l'offensive soviétique Bagration, les 26 et 27 juin 1944, près de la rivière Bobr et du village du même nom, à l'est de Borissov.

### Combats dans les Balkans
En juin 1943, elle devient une Panzer Grenadier Division et se voit transférée en Bohême et Pologne pour des opérations de sécurité (avril 1943).

En mai 1943, dans le cadre de sa transformation en Panzergrenadier-Division, la division « Polizei » est envoyée dans les Balkans, en Grèce, où des éléments participent à des opérations anti-partisans dans le Nord du pays au cours de l’été et l’automne de la même année.
 En Grèce, les troupes de la division sont notamment responsables de l'assassinat de 223 civils à Klissura et de 300 autres à Distomo, entre les mois d'avril et juin 1944. La division reste en Grèce jusqu’en juillet - août 1944, avant de retourner au front pour faire face à l’avance de l’Armée rouge. 
La division est alors envoyée en Transylvanie, dans le cadre du V. SS-Gebirgs Korps du SS-Gruppenführer Artur Phleps. Elle réussit à tenir pendant plus d’un mois les cols des Carpates. Elle doit ensuite se replier en Hongrie, devant les assauts de la 4e division de montagne roumaine.

### Combats en Allemagne
Devant l’écroulement du front en Pologne, l’OKH (le haut-commandement de l'armée de terre) décide de transférer la division en Poméranie, où l'Obergruppenführer Felix Steiner s’efforce de bâtir un front défensif. 
Après son repli derrière l’Oder, la division passe sous les ordres d'Hasso von Manteuffel et est engagée contre les troupes du deuxième front biélorusse, qui perce le front à partir du 16 avril 1945. 
Déjà réduite, elle ne dispose plus que de deux bataillons capables de combattre. 
Durant ces batailles défensives, elle repousse avec succès l’Armée rouge à Turnu Severin, permettant ainsi à la 1. Gebirgs-Division de la Wehrmacht d’échapper à la destruction, mais cela n'est qu'un faible retardement dans les plans d'offensive de l'Armée rouge.
Prise dans l’encerclement de Dantzig, la division a la chance d’être évacuée par mer sur Swinemünde.
Après une brève période de repos dans la région de Stettin, les restes de la division se replient vers l'ouest et font leur reddition aux troupes américaines à Wittenberg-Lenzen.[réf. souhaitée]

## Effectifs et récompenses
- Juin 1941 : 17 347 hommes
- Décembre 1942 : 13 399 hommes
- Décembre 1943 : 16 081 hommes
- Juin 1944 : 16 139 hommes
- Décembre 1944 : 9 000 hommes

- 19 croix de fer ont été attribuées à des hommes de cette division.

## Liste des commandants successifs
| Début              | Fin              | Grade                       | Nom                          |
| ------------------ | ---------------- | --------------------------- | ---------------------------- |
| 1er septembre 1940 | 8 septembre 1940 | Generalleutnant der Polizei | Konrad Hitschler (de)        |
| 8 septembre 1940   | 10 novembre 1940 | SS-Obergruppenführer        | Karl von Pfeffer-Wildenbruch |
| 10 novembre 1940   | 8 août 1941      | SS-Gruppenführer            | Arthur Mülverstedt (en)      |
| 8 août 1941        | 15 décembre 1941 | SS-Obergruppenführer        | Walter Krüger                |
| 15 décembre 1941   | 17 avril 1943    | General der Polizei         | Alfred Wünnenberg            |
| 17 avril 1943      | 1er juin 1943    | SS-Brigadeführer            | Fritz Freitag                |
| 1er juin 1943      | 18 août 1943     | SS-Brigadeführer            | Fritz Schmedes (de)          |
| 18 août 1943       | 20 octobre 1943  | SS-Brigadeführer            | Fritz Freitag                |
| 20 octobre 1943    | 19 avril 1944    | SS-Oberführer               | Friedrich-Wilhelm Bock       |
| 19 avril 1944      | Mai 1944         | SS-Brigadeführer            | Jürgen Wagner                |
| Mai 1944           | Mai 1944         | SS-Oberführer               | Friedrich-Wilhelm Bock       |
| 7 mai 1944         | 22 juillet 1944  | SS-Brigadeführer            | Herbert-Ernst Vahl           |
| 22 juillet 1944    | 16 août 1944     | SS-Standartenführer         | Karl Schümers (en)           |
| 16 août 1944       | 22 août 1944     | SS-Oberführer               | Helmut Dörner                |
| 22 août 1944       | 27 novembre 1944 | SS-Brigadeführer            | Fritz Schmedes (de)          |
| 27 novembre 1944   | 27 novembre 1944 | SS-Standartenführer         | Walter Harzer (en)           |
| 1er mars 1945      | Mars 1945        | SS-Standartenführer         | Fritz Göhler                 |
| Mars 1945          | 8 mai 1945       | SS-Standartenführer         | Walter Harzer (en)           |

## Ordre de bataille

### SS-Polizei-Division (1939)
- Polizei-Infanterie-Regiment 1
- Polizei-Infanterie-Regiment 2
- Polizei-Infanterie-Regiment 3
- Artillerie-Regiment 300
  - Polizei-Panzerabwehr-Abteilung
  - Polizei-Pionier-Bataillon
    - Radfahr-Kompanie

  - Nachrichten-Abteilung 300
  - Versorgungstruppen 300

### 4. SS-Polizei-Panzergrenadier-Division (1943)
- SS-Panzergrenadier Regiment 7
- SS-Panzergrenadier Regiment 8
- SS-Artillerie Regiment 4
  - SS-Sturmgeschütz-Abteilung 4
  - SS-Panzer-Abteilung 4 (bataillon de chars)
  - SS-Panzerjäger-Abteilung 4 (groupe de chasseurs de chars)
  - SS-Flak-Abteilung 4  (groupe de Flak)
  - SS-Nachrichten-Abteilung 4 (groupe de transmissions)
  - SS-Panzer-Aufklärungs-Abteilung 4
  - SS-Pionier-Bataillon 4  (génie)
  - SS-Divisionsnachschubführer 4 (administration)
  - SS-Panzer-Instandsetzungs-Abteilung 4 (réparation du matériel)
  - SS-Wirtschafts-Bataillon 4 (intendance)
  - SS-Sanitäts-Abteilung 4 (service sanitaire)
    - SS-Polizei-Veterinar-Kompanie 4 (service vétérinaire…pour les chevaux)
      - SS-Kriegsberichter-Zug 4
      - SS-Feldgendarmerie-Trupp 4

  - SS-Feldersatz-Bataillon 4